# Oreopsyche agrotidi
Oreopsyche agrotidi är en fjärilsart som beskrevs av Franz Paula von Schrank 1802. Oreopsyche agrotidi ingår i släktet Oreopsyche och familjen säckspinnare. Inga underarter finns listade i Catalogue of Life.